# فرودگاه کرافورد بی
فرودگاه کرافورد بی (به انگلیسی: Crawford Bay Airport) یک فرودگاه همگانی است که یک باند فرود چمن دارد و طول باند آن ۸۲۳ متر است. این فرودگاه در کشور کانادا قرار دارد و در ارتفاع ۵۳۶ متری از سطح دریا واقع شده‌است.